# Championnats d'Asie de BMX
Les championnats d'Asie de BMX se déroulent chaque année depuis 2006. Ils décernent les titres continentaux de champion d'Asie dans les disciplines du BMX.

## Éditions
| Année | Lieu         | Ville              |
| ----- | ------------ | ------------------ |
| 2006  | Chine        | Taiyuan            |
| 2007  | Thaïlande    | Amphoe Si Racha    |
| 2008  | Indonésie    | Surabaya           |
| 2009  | Hong Kong    | Hong Kong          |
| 2010  | Corée du Sud | Jecheon            |
| 2011  | Chine        | Suzhou             |
| 2012  | Hong Kong    | Hong Kong          |
| 2013  | Singapour    | Singapour          |
| 2014  | Indonésie    | Siak Sri Indrapura |

| Année     | Lieu               | Ville              |
| --------- | ------------------ | ------------------ |
| 2015      | Birmanie           | Naypyidaw          |
| 2016      | Chine              | Taiyuan            |
| 2017      | Thaïlande          | Suphanburi         |
| 2018      | Thaïlande          | Chainat            |
| 2019      | Malaisie           | Nilai              |
| 2020-2021 | Pas de compétiiton | Pas de compétiiton |
| 2022      | Malaisie           | Negeri Sembilan    |
| 2023      | Philippines        | Tagaytay           |
| 2024      | Thaïlande          | Bangkok            |

## Palmarès masculin

### Podiums élites
| Année     | Or                    | Argent                 | Bronze               |
| 2006      | Steven Wong           | Susumu Miura           | ?                    |
| 2007      | Steven Wong           | Susumu Miura           | Nurwarsito           |
| 2008      | Steven Wong           | Toni Syarifudin        | Abuamin              |
| 2009      | Steven Wong           | Akifumi Sakamoto       | Yujiro Takayama      |
| 2010      | Steven Wong           | Masahiro Sampei        | Akifumi Sakamoto     |
| 2011      | Masahiro Sampei       | Kenta Takahashi        | Tatsumi Matsushita   |
| 2012      | Raymon van der Biezen | Luis Brethauer         | Jelle van Gorkom     |
| 2013      | Daniel Caluag         | Jukia Yoshimura        | Tatsumi Matsushita   |
| 2014      | Yoshitaku Nagasako    | Kohei Yoshii           | Jukia Yoshimura      |
| 2015      | Yoshitaku Nagasako    | Jukia Yoshimura        | Tatsumi Matsushita   |
| 2016      | Jukia Yoshimura       | Kohei Yoshii           | Tatsumi Matsushita   |
| 2017      | Jukia Yoshimura       | Tatsumi Matsushita     | Kohei Yoshii         |
| 2018      | Rio Akbar             | Sitthichok Kaewsrikhao | Taichi Ikegami       |
| 2019      | Jukia Yoshimura       | I Gusti Bagus Saputra  | Rio Akbar            |
| 2020-2021 | Pas de compétition    | Pas de compétition     | Pas de compétition   |
| 2022      | Komet Sukprasert      | I Gusti Bagus Saputra  | Yussi Wakhidur Rizal |
| 2023      | Komet Sukprasert      | Rio Akbar              | Fasya Ahsana Rifki   |
| 2024      | Komet Sukprasert      | Patrick Bren Coo       | Ryo Shimada          |

### Podiums moins de 23 ans
| Année | Or                         | Argent             | Bronze           |
| 2022  | Ryo Shimada                | Fasya Ahsana Rifki | Amer Akbar Anuar |
| 2023  | Aditya Fajar Putu Soekarno | Yoshimasa Shoji    | Apisit Jaiyoo    |
| 2024  | Rafelino Rahendra          | Hyoga Kiuchi       | Apisit Jaiyoo    |

### Podiums juniors
| Année     | Or                 | Argent                     | Bronze                 |
| 2007      | Baoyu Wang         | Wissawachit Maneepan       | Narong Klinsurai       |
| 2008      | Sanpei Masahiro    | Puguh Admandi              | Khoirul Muchib         |
| 2009      | Pas de compétition | Pas de compétition         | Pas de compétition     |
| 2010      | Jukia Yoshimura    | Yuta Seko                  | Jukrapech Wichana      |
| 2011      | Yoshitaku Nagasako | Jukia Yoshimura            | Wenbin Gao             |
| 2012      | Julian Schmidt     | Kohei Yoshii               | James Palmer           |
| 2013      | Kohei Yoshii       | Tatsuya Saeki              | Younghoi Koo           |
| 2014      | Yuto Ikegami       | Mohd Abdul Rakim           | Yogi Putra             |
| 2015      | Daichi Yamaguchi   | Yuto Hasegawa              | Sitthichok Kaewsrikhao |
| 2016      | Daichi Yamaguchi   | Taichi Ikegami             | Run Peng Miao          |
| 2017      | Taichi Ikegami     | Komet Sukprasert           | Ryo Shimada            |
| 2018      | Asuma Nakai        | Komet Sukprasert           | Fasya Ahsana Rifki     |
| 2019      | Patrick Bren Coo   | Methasit Boonsane          | Soma Hashimoto         |
| 2020-2021 | Pas de compétition | Pas de compétition         | Pas de compétition     |
| 2022      | Hyoga Kiuchi       | Muhammad Ibnu Rusyid Aulia | Bawornpith Nilsonthi   |
| 2023      | Hyoga Kiuchi       | Jeon Woo-seong             | Yuwa Sakamoto          |
| 2024      | Putthaphum Nakpaen | Hong Juho                  | Kishi Ryunosuke        |

## Palmarès féminin

### Podiums élites
| Année     | Or                 | Argent                   | Bronze                   |
| 2007      | Ma Liyun           | Ayaka Miwa               | Suchanaree Kumhangjan    |
| 2008      | Wang Ying          | Ma Liyun                 | Xing Yanru               |
| 2009      | Nannan Jiang       | Ma Liyun                 | Zhizin Liao              |
| 2010      | Ma Liyun           | Ayaka Miwa               | Zhizin Liao              |
| 2011      | Cong Yue           | Yan Lu                   | Ma Liyun                 |
| 2012      | Dominique Daniels  | Yan Lu                   | Cong Yue                 |
| 2013      | Ma Liyun           | Yan Lu                   | Siyangzi Wang            |
| 2014      | Amanda Carr        | Yan Lu                   | Peng Na                  |
| 2015      | Amanda Carr        | Yan Lu                   | Haruka Seko              |
| 2016      | Yan Lu             | Yaru Zhang               | Hao Cui                  |
| 2017      | Yan Lu             | Peng Na                  | Yaru Zhang               |
| 2018      | Yan Lu             | Chutikan Kitwanitsathian | Yaru Zhang               |
| 2019      | Kanami Tanno       | Yan Lu                   | Peng Na                  |
| 2020-2021 | Pas de compétition | Pas de compétition       | Pas de compétition       |
| 2022      | Kanami Tanno       | Amellya Nur Sifa         | Chutikan Kitwanitsathian |
| 2023      | Sae Hatakeyama     | Liao Wanyi               | Kanami Tanno             |
| 2024      | Jui Yabuta         | Amellya Nur Sifa         | Chutikan Kitwanitsathian |

### Podiums moins de 23 ans
| Année | Or               | Argent           | Bronze                       |
| 2022  | Jui Yabuta       | Kim Tae-young    | Eddyna Nasuhar Zainal Abidin |
| 2023  | Neneka Nishimura | Khemika Srisopha | Hathaipech Jaisawang         |
| 2024  | Neneka Nishimura | Nagisa Nomura    | Khemika Srisopha             |

### Podiums juniors
| Année     | Or                          | Argent                      | Bronze                |
| 2010      | Yan Lu                      | Kaede Watanabe              | Kazune Fujii          |
| 2011      | Siyangzi Wang               | Shuangqian Chen             | Dan Liu               |
| 2012      | Pas de compétition          | Pas de compétition          | Pas de compétition    |
| 2013      | Haruka Seko                 | Ayaka Asahina               | Yuri Yamanomoto       |
| 2014      | Haruka Seko                 | Yaru Zhang                  | Xiaoyan Tong          |
| 2015      | Sienna Fines                | Chutikarn Kitwanichsatien   | Khiwg Zin Moe         |
| 2016      | Sae Hatakeyama              | Meng Yao Wang               | Pei Pei Weng          |
| 2017      | Sae Hatakeyama              | Meng Yao Wang               | Wiji Lestari          |
| 2018      | Kanami Tanno                | Miru Nagare                 | Siti Shahirah Hashim  |
| 2019      | Jui Yabuta                  | Tanaporn Tothong            | Panatda Buranaphawang |
| 2020-2021 | Pas de compétition          | Pas de compétition          | Pas de compétition    |
| 2022      | Neneka Nishimura            | Jasmine Az-Zahra Setyobudi  | Seoyeon Yoon          |
| 2023      | Shifa Maulidina Qotrun Nada | Kanokrat Ritthidet          | Thitichaya Kaodee     |
| 2024      | Park Ayeon                  | Shifa Maulidina Qotrun Nada | Pimmanee Nimitraporn  |